# 平治物語繪卷

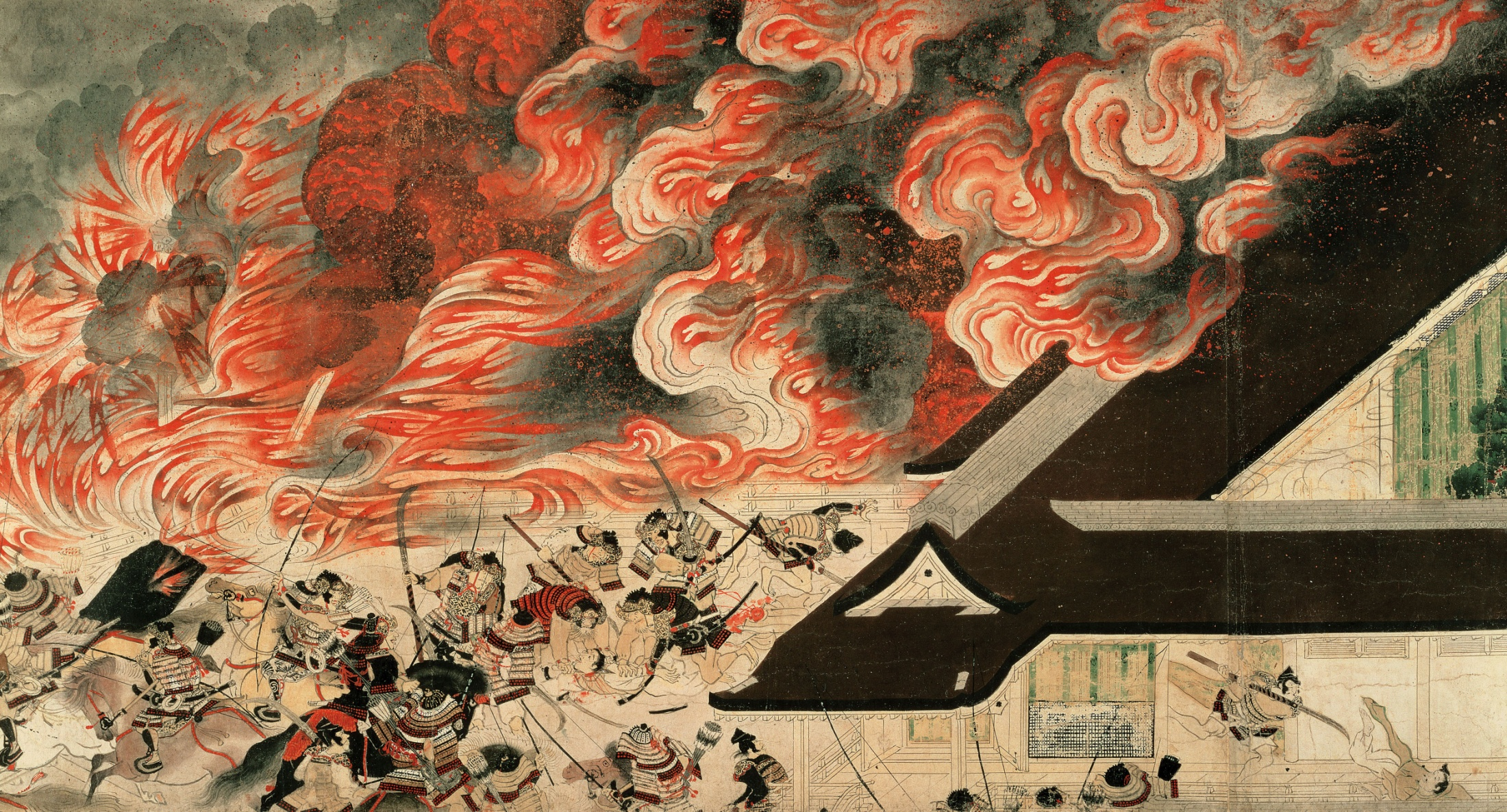

平治物語繪卷（日语：平治物語絵巻、へいじものがたりえまき）是日本鎌倉時代的繪卷物，紙本着色。這一作品將平治物語繪卷畫，是鎌倉時代繪卷作品的最高峰之一。現在該作品保存有完整的三卷和「六波羅合戰之巻」的部分。